# STS-27
STS-27 fue la misión número 27 del programa del transbordador espacial estadounidense y el tercer vuelo del transbordador Atlantis, siendo la segunda misión después del desastre del transbordador espacial Challenger el 28 de enero de 1986.

Se lanzó desde el Centro Espacial Kennedy en la Florida  el 2 de diciembre de 1988 y aterrizó cuatro días más tarde en la pista 17 de la Base Aérea Edwards en California. La mayor parte de la información de los procedimientos durante el vuelo está clasificada, pero los archivos recientemente desclasificados por la NASA indican que se desplego el satélite USA-34, un satélite de vigilancia meteorológica operado por la Oficina Nacional de Reconocimiento (NRO) y la CIA.

## Tripulación
| Puesto                   | Astronauta                       | Astronauta                       |
| ------------------------ | -------------------------------- | -------------------------------- |
| Comandante               | Robert L. Gibson Tercer vuelo    | Robert L. Gibson Tercer vuelo    |
| Piloto                   | Guy S. Gardner Primer vuelo      | Guy S. Gardner Primer vuelo      |
| Especialista de misión 1 | Richard M. Mullane Segundo vuelo | Richard M. Mullane Segundo vuelo |
| Especialista de misión 2 | Jerry L. Ross Segundo vuelo      | Jerry L. Ross Segundo vuelo      |
| Especialista de misión 3 | William M. Shepherd Primer vuelo | William M. Shepherd Primer vuelo |

## Parámetros de la misión
- Masa:[2]
  - Carga: ~  14,500  kg
- Perigeo: 437 km
- Apogeo: 447 km
- Inclinación: 57.0°
- Periodo: 93.4 min